# Gaspar Duarte
Gaspar De Jésus Duarte (Clorinda, Argentina); 6 de enero de 2003) es un futbolista profesional argentino que juega como extremo en el Club Atlético Rosario Central de la Primera División de Argentina.

## Trayectoria

### Rosario Central
Gaspar realizó su debut en el fútbol profesional el día 1 de octubre de 2024, en la victoria por 3 a 0 frente a Velez Sarsfield por la fecha 16 del Torneo de la Liga Profesional 2024 en el Gigante de Arroyito. Dicho debut se dio a los 21 minutos del segundo tiempo, cuando ingresó en lugar de Maximiliano Lovera; fue de la mano de Matias Lequi, quien se encontraba bajo el mando del primer equipo de Central. En su primer partido como profesional, realizó su primer asistencia para el tercer gol del "canalla".

## Estadísticas
Actualizado al 9 de agosto del 2025.
| Club                        | Div.       | Temporada  | Liga  | Liga  | Liga   | Copas Nacionales(1) | Copas Nacionales(1) | Copas Nacionales(1) | Copas Internacionales | Copas Internacionales | Copas Internacionales | Total | Total | Total  |
| Club                        | Div.       | Temporada  | Part. | Goles | Asist. | Part.               | Goles               | Asist.              | Part.                 | Goles                 | Asist.                | Part. | Goles | Asist. |
| --------------------------- | ---------- | ---------- | ----- | ----- | ------ | ------------------- | ------------------- | ------------------- | --------------------- | --------------------- | --------------------- | ----- | ----- | ------ |
| Rosario Central Argentina   | 1.ª        | 2024       | 9     | 0     | 3      | -                   | -                   | -                   | -                     | -                     | -                     | 9     | 0     | 3      |
| Rosario Central Argentina   | 1.ª        | 2025       | 20    | 2     | 0      | 2                   | 0                   | 0                   | -                     | -                     | -                     | 22    | 2     | 0      |
| Rosario Central Argentina   | Total club | Total club | 29    | 2     | 3      | 2                   | 0                   | 0                   | 0                     | 0                     | 0                     | 31    | 2     | 3      |
| (1) Incluye Copa Argentina. |            |            |       |       |        |                     |                     |                     |                       |                       |                       |       |       |        |